# Peter Riedlinger
Peter Riedlinger (* um 1556; † 1635 in Esslingen am Neckar) war ein württembergischer Maler, der den größten Teil seines Lebens in Esslingen verbrachte und dort die meisten seiner Arbeiten schuf.

## Leben
Peter Riedlinger arbeitete seit 1574 als Malergeselle am Bau des Schlosses in Neuburg an der Donau. 1585 kam er nach Tübingen und – obwohl er inzwischen sicherlich schon ein angesehener Maler war – arbeitete er weiter als Geselle. Er wollte sich in Tübingen als Stadtmaler niederlassen und legte dazu eine Empfehlung des fürstlichen Hofrates von Neuburg an den Herzog Ludwig von Württemberg vor. Da die Bewerbung trotzdem abgelehnt wurde, ging er in die Reichsstadt Esslingen, wo er bereits 1586 als Bürger und Stadtmaler immatrikuliert wurde.
In Esslingen mangelte es ihm nicht an Aufträgen. 1590 war er von Hans Steiner als Mitarbeiter an der Ausmalung des neuen Lusthauses in Stuttgart vorgesehen, wo er den Stromberger Forst übernehmen sollte. Er nahm offensichtlich an den Planungsarbeiten teil, denn er unterschrieb am 2. Juli 1590 zusammen mit anderen beteiligten Meistern eine Eingabe wegen der Entlohnung für die Jagdstücke. An den Ausführungsarbeiten war er jedoch nicht mehr beteiligt, da er offenbar einen für ihn interessanten Auftrag in Esslingen bekam.
Unter seinen wenigen erhaltenen Arbeiten ist das Altarbild in der Dionysiuskirche in Esslingen hervorzuheben. In dieser Kirche arbeitete er später auch an anderen Objekten, wie z. B. an der Kanzel. 1611 malte er am Mettinger Tor eine Passion Christi sowie die Wappen des Kaisers und der Stadt.

## Berühmtere Arbeiten
- 1604 Gemälde des Hochaltars der Dionysiuskirche in Esslingen